# Rödbaksharkrank
Rödbaksharkrank (Tipula rufina) är en tvåvingeart som beskrevs av Johann Wilhelm Meigen 1818. Rödbaksharkrank ingår i släktet Tipula och familjen storharkrankar. Enligt den svenska rödlistan är arten otillräckligt studerad i Sverige. Arten förekommer i Götaland. Artens livsmiljö är våtmarker, skogslandskap, sjöar och vattendrag.

## Underarter
Arten delas in i följande underarter:
- T. r. rufina
- T. r. maderensis